# Acacia ampliceps
Acacia ampliceps är en ärtväxtart som beskrevs av Bruce R. Maslin. Acacia ampliceps ingår i släktet akacior, och familjen ärtväxter. Inga underarter finns listade i Catalogue of Life.